# Antonie Schwabe
Antonie Schwabe (* 9. März 1948) ist eine deutsche Badmintonspielerin. 

## Karriere
Antonie Schwabe gewann mit dem 1. BV Mülheim von 1972 bis 1980 neun deutsche Mannschaftstitel in Serie. Bei den deutschen Einzelmeisterschaften erkämpfte sie sich 1976 und 1978 Bronze. 1976, 1977 und 1978 wurde sie deutsche Hochschulmeisterin.

## Sportliche Erfolge
| Saison    | Veranstaltung                     | Disziplin   | Platz | Name |
| --------- | --------------------------------- | ----------- | ----- | --- |
| 1971/1972 | Deutsche Mannschaftsmeisterschaft | Mannschaft  | 1     | 1. BV Mülheim (Gerhard Kucki, Horst Lösche, Karl-Heinz Garbers, Kurt Link, Werner Oberem, Walter Köhler, Karin Kucki, Karin aus dem Siepen, Antonie Schwabe, Karin Schäfers, Gabriele Lösche) |
| 1972/1973 | Deutsche Mannschaftsmeisterschaft | Mannschaft  | 1     | 1. BV Mülheim (Gerd Kucki, Horst Lösche, Karl-Heinz Garbers, Kurt Link, Walter Köhler, Karin Kucki, Karin aus dem Siepen, Antonie Schwabe, Karin Schäfers)                                    |
| 1973/1974 | Deutsche Mannschaftsmeisterschaft | Mannschaft  | 1     | 1. BV Mülheim (Gerd Kucki, Horst Lösche, Karl-Heinz Garbers, Kurt Link, Peter Schwabe, Karin Kucki, Antonie Schwabe, Karin Schäfers)                                                          |
| 1974/1975 | Deutsche Mannschaftsmeisterschaft | Mannschaft  | 1     | 1. BV Mülheim (Gerd Kucki, Horst Lösche, Karl-Heinz Garbers, Kurt Link, Karin Kucki, Karin aus dem Siepen, Antonie Schwabe, Karin Schäfers)                                                   |
| 1975/1976 | Deutsche Mannschaftsmeisterschaft | Mannschaft  | 1     | 1. BV Mülheim (Gerd Kucki, Michael Schnaase, Horst Lösche, Karl-Heinz Garbers, Kurt Link, Peter Schwabe, Karin Kucki, Marie-Luise Schulta, Antonie Schwabe, Karin Schäfers)                   |
| 1975/1976 | Deutsche Hochschulmeisterschaften | Dameneinzel | 1     | Antonie Schwabe (GH Essen) |
| 1975/1976 | Deutsche Hochschulmeisterschaften | Damendoppel | 1     | Antonie Schwabe / Marie-Luise Schulta (GH Essen / Uni Münster) |
| 1975/1976 | Deutsche Einzelmeisterschaft      | Dameneinzel | 3     | Antonie Schwabe (1. BV Mülheim) |
| 1976/1977 | Deutsche Mannschaftsmeisterschaft | Mannschaft  | 1     | 1. BV Mülheim (Gerd Kucki, Michael Schnaase, Horst Lösche, Karl-Heinz Garbers, Kurt Link, Karin Kucki, Marie-Luise Schulta, Antonie Schwabe, Karin aus dem Siepen)                            |
| 1976/1977 | Deutsche Hochschulmeisterschaften | Damendoppel | 1     | Antonie Schwabe / Rotraut Ehm (GH Essen / DSHS Köln) |
| 1976/1977 | Deutsche Hochschulmeisterschaften | Dameneinzel | 1     | Antonie Schwabe (GH Essen) |
| 1977/1978 | Deutsche Mannschaftsmeisterschaft | Mannschaft  | 1     | 1. BV Mülheim (Gerd Kucki, Michael Schnaase, Horst Lösche, Karl-Heinz Garbers, Kurt Link, Udo Krückels, Karin Kucki, Marie-Luise Schulta-Jansen, Antonie Schwabe)                             |
| 1977/1978 | Deutsche Einzelmeisterschaft      | Damendoppel | 3     | Ingrid Morsch (VfL Wolfsburg) / Antonie Schwabe (1. BV Mülheim) |
| 1978/1979 | Deutsche Mannschaftsmeisterschaft | Mannschaft  | 1     | 1. BV Mülheim (Gerd Kucki, Michael Schnaase, Horst Lösche, Karl-Heinz Garbers, Udo Krückels, Werner Oberem, Karin Kucki, Marie-Luise Schulta-Jansen, Antonie Schwabe)                         |
| 1978/1979 | Deutsche Hochschulmeisterschaften | Damendoppel | 1     | Marie-Luise Schulta-Jansen / Antonie Schwabe (Uni Münster / GH Essen) |
| 1979/1980 | Deutsche Mannschaftsmeisterschaft | Mannschaft  | 1     | 1. BV Mülheim (Gerd Kucki, Michael Schnaase, Horst Lösche, Karl-Heinz Garbers, Udo Krückels, Karin Kucki, Marie-Luise Schulta-Jansen, Antonie Schwabe)                                        |